# Ricania fusconebulosa
Ricania fusconebulosa är en insektsart som beskrevs av Victor Lallemand 1935. Ricania fusconebulosa ingår i släktet Ricania och familjen Ricaniidae. Inga underarter finns listade i Catalogue of Life.